# نيك مارتن (عالم وراثة)
نيك مارتن (بالإنجليزية: Nick Martin)‏ هو عالم وراثة أسترالي، ولد في 14 فبراير 1950 في أديلايد في أستراليا.